# La Misión, Baja California
La Misión är en ort i Mexiko.   Den ligger i kommunen Ensenada och delstaten Baja California, i den nordvästra delen av landet, 2 300 km nordväst om huvudstaden Mexico City. La Misión ligger 34 meter över havet och antalet invånare är 920.
Terrängen runt La Misión är kuperad åt nordost, men åt sydväst är den platt. Havet är nära La Misión västerut. Runt La Misión är det glesbefolkat, med 8 invånare per kvadratkilometer. Närmaste större samhälle är Primo Tapia, 14,5 km norr om La Misión.